# Black Cherry
Black Cherry és el cinquè àlbum d'estudi de la cantant japonesa Kumi Koda, llançat al mercat el dia 20 de desembre de l'any 2006 sota el segell urbà rhythm zone.

## Detalls
Aquest àlbum va ser el primer original d'estudi des del llançament de "secret" els primers mesos del 2005, i fou llançat en tres formats distints: CD, CD+DVD, i CD+2DVD. Les primeres dues edicions són les versions regulars de l'àlbum més el DVD amb els vídeos musicals dels temes promocionals d'aquest. El segon DVD contingut en les edicions deluxe d'edició limitada en canvi contenen el primer dorama on Kumi Koda participa en forma activa per primera vegada, "Cherry Girl", on també hi ha un tema present a l'interior de l'àlbum amb el mateix títol que comprèn el rol de ser la cançó principal de la sèrie.
Les tres últimes cançons de l'àlbum només vindran contingudes en les primeres edicions de l'àlbum, que inclou una versió alternativa de "WON'T BE LONG" el tema originalment gravat per Kumi i la boyband japonesa EXILE; la versió en anglès de "Twinkle", tema principal de la sèrie d'anime "Amazing Nuts!" (la versió en japonès no està inclosa en l'àlbum i s'espera que siga llançada en un senzill pròxim), i finalment "GO WAY!!", tema principal dins de la pel·lícula de Shin-chan anomenada "Crayon Shin-chan Densetsu wo Yobu Odore! Amigo!".

## Llista de temes

### CD
1. INTRODUCTION
2. Get Up & Move!!
3. Ningyo Hime (人魚姫)
Toshiba Telèfons Mòbils Vodafone 705T TVCM Song
4. Yume no Uta (夢のうた)
TV Asahi Corporation Dorama "Damenzu·uōkā" Insert Song
dwango.jp TVCM Song
5. Tsuki to Taiyō (月と太陽)
6. Puppy
7. Koi no Tsubomi (恋のつぼみ)
Kansai/Fuji TV "Bus no Hitomi ni Koishiteru" Insert Song
8. Won'T BE LONG～Black Cherry Version～
9. JUICY
Gem Cerey CM Song
10. Candle Light
11. Cherry Girl
DVD Dorama "Cherry Girl" Insert Song
12. I’ll be there
2006 SEABREEZE TVCM SONG
13. Unmei (運命)
Pel·lícula "Oooku" Insert Song
14. With your smile
TV Tokyo "PRIDE&SPIRIT　Japan Professional Baseball 2006" Image Song
15. Milk Tea (ミルクティー)
Primer treball de Koda Kumi com compositora des dels començos de la seua carrera
16. Twinkle feat. SHOW
17. GO WAY!!
18. WON'T BE LONG ～Red Cherry Version～

### DVD1
1. Ningyo Hime (人魚姫)
2. Yume no Uta (夢のうた)
3. Koi no Tsubomi (恋のつぼみ)
4. Cherry Girl
5. I’ll be there
6. Unmei (運命)
7. JUICY
8. With your smile
9. Twinkle feat. SHOW

### DVD2
1. Cherry Girl (Dorama)

## Rànquing
Rànquing de Vendes d'Oricon (Japó)
| Lliurament              | Rànquing                     | Posició Peak | Vendes la Primera Setmana | Vendes Totals | Temps al Rànquing |
| ----------------------- | ---------------------------- | ------------ | ------------------------- | ------------- | ----------------- |
| 20 de desembre del 2006 | Rànquings Diaris d'Oricon    | 1            |                           |               |                   |
| 20 de desembre del 2006 | Rànquings Setmanals d'Oricon | 1            | 502,426                   | 1,031,408     | 60                |
| 20 de desembre del 2006 | Rànquings Mensuals d'Oricon  | 1            |                           |               |                   |
| 20 de desembre del 2006 | Rànquings Anuals d'Oricon    | 2            |                           |               |                   |

| Data                   | Títol                      | Posició Peak | Setmanes    | Vendes  |
| ---------------------- | -------------------------- | ------------ | ----------- | ------- |
| 24 de maig del 2005    | "恋のつぼみ"               | 2            | 20 setmanes | 273,060 |
| 26 de juliol del 2006  | "4 Hot Wave"               | 2            | 16 setmanes | 390,685 |
| 18 d'octubre del 2006  | "Yume no Uta / Futari de…" | 1            | 16 setmanes | 301,169 |
| 6 de desembre del 2006 | "Cherry Girl/Unmei"        | 3            | 10 setmanes | 100,275 |